# Carex castanostachya
Carex castanostachya är en halvgräsart som beskrevs av Karl Moritz Schumann och Georg Kükenthal. Carex castanostachya ingår i släktet starrar, och familjen halvgräs. Inga underarter finns listade i Catalogue of Life.